# Федяй Леонід Васильович
Леон́ід Вас́ильович Фед́яй (нар. 15 (27) серпня 1859 Хорольський повіт, Полтавська губернія, Російська імперія — † після 1922) — генерал-лейтенант Російської імперії, генерал-значковий Армії Української Держави.

## Життєпис
Народився на Полтавщині, у Хорольському повіті Полтавської губернії, православний.
Освіту отримав у Петровському Полтавському кадетському корпусі (закінчив в 1876).
На військовій службі від 1 вересня 1876 року. Закінчив 2-ге військове Костянтинівське училище (1878), звідки був випущений прапорщиком (від 16 (28) квітня) в 3-ю Гренадерську артилерійську бригаду (Ростов). Згодом перейшов до 7-ї артилерійської бригади. Звання: підпоручик (1879), поручик (1880), штабс-капітан (за відзнаку, 1886), капітан (1888), підполковник (1894).
Закінчив Миколаївську академію Генерального штабу за 1-м розрядом (1886). Від 28 березня 1888 і до 1892 року служив в Іркутському піхотному юнкерському училищі, викладаючи військові предмети.
Служив на штабових посадах у Харківському, Іркутському та Київському військових округах. З 05.04.1898 р. — полковник (за відзнаку). З 01.04.1899 по 1900 — начальник штабу Усть-Двинської фортеці. З 05.04.1900 по 1904 — в. о. начальника штабу 21-ї піхотної дивізії. З 16.03.1904 по 1907 — командир 107-го піхотного Троїцького полку (Вільно). З 15.06.1907 р. — генерал-майор (за відзнаку), генерал-квартирмейстер штабу Туркестанського військового округу (1907—19014). Учасник Першої світової війни. 08.02.—22.10.1914 р. — начальник штабу 25-го армійського корпусу, з яким і вступив у війну. 22 жовтня того ж року назначений командиром бригади 61-ї піхотної дивізії. З 24.10.1915 р. — начальник 31-ї піхотної дивізії. З 14.08.1916 р. — генерал-лейтенант. 18.04.1917 р. був демобілізований внаслідок контузії та зарахований в резерв при штабі Київського військового округу.
Влітку — восени 1917 очолював комісію з українізації військ Південно-Західного фронту. У квітні 1918 поступив на службу в гетьманську армію з перейменуванням в генерального значкового. З 08.06.1918 р. — начальник 14-ї пішої дивізії Армії Української Держави. З 07.09.1918 р. — начальник 7-ї пішої дивізії Армії Української Держави.
У грудні 1918 р. виїхав на Дон. Перебував у резерві Збройних Сил Півдня Росії та Російської армії барона Петра Врангеля, білоемігрант. Подальша доля після 1922 року невідома.

## Нагороди
- Орден Святого Станіслава 3-ї ст.(1890);
- Орден Святої Анни 3-ї ст.(1895);
- Орден Святого Станіслава 2-ї ст.(1901);
- Орден Святої Анни 2-ї ст.(1906);
- Орден Святого Володимира 3-ї ст.(1910);
- Орден Святого Станіслава 1-ї ст.(1913);
- Орден Святої Анни 1-ї ст. з мечами (1915);
- Мечі до Ордена Святого Станіслава 1-ї ст.(1915);
- Мечі до Ордена Святого Володимира 3-ї ст.(1915).